# Arrhenopterum illecebrum
Arrhenopterum illecebrum là một loài rêu trong họ Aulacomniaceae. Loài này được Hedw. Steud. mô tả khoa học đầu tiên năm 1824.